# Gian Sammarco
Gian Sammarco (* 1970) ist ein ehemaliger britischer Schauspieler.

## Leben
Sammarco wuchs als Sohn italienischer Einwanderer in Großbritannien auf. Im Alter von 15 Jahren erhielt er die Hauptrolle in der Fernsehserie Das geheime Tagebuch des Adrian Mole. Die Serie wurde europaweit ausgestrahlt und Gian Sammarco einem internationalen Publikum bekannt. Er erhielt weitere Rollen, so z. B. in „The Greatest Show in the Galaxy“ oder Gastrollen wie 1990 in der englischen Comedyserie „The great years“.
1990 beendete er seine Laufbahn als Schauspieler und absolvierte eine Ausbildung im Pflegebereich. In jenem Jahr heiratete er auch zum ersten Mal.
Heute arbeitet Sammarco als psychiatrischer Pfleger in einem Krankenhaus in East Midlands. Er heiratete zum zweiten Mal und hat einen Sohn aus erster Ehe.